# Witchblade: La guerra delle lame stregate
Witchblade: La guerra delle lame stregate (War of the Witchblades) è un arco narrativo che comprende i numeri da 125 a 130 della saga regolare di Witchblade, pubblicati tra marzo e settembre 2009 negli USA e proposti in Italia da Panini Comics in un volume unico della serie 100% Cult Comics nel dicembre 2009. Dopo First Born, è considerato uno dei maggiori punti di svolta nella storia di Witchblade.

## Volume 1
Dopo aver litigato pesantemente, Sara Pezzini e Danielle Baptiste si separano, decise a non rivedersi più. Sara comincia a comportarsi in modo sempre più arrogante e aggressivo con tutti coloro che la circondano, mentre Danielle accoglie a casa sua Finch, la giovane allieva della scuola di danza frequentata anche da Danielle che aveva salvato con l'aiuto di Witchblade. Intanto Sabine, a capo della schiera angelica dell'Angelus è alla ricerca di una nuova ospite per la sua padrona.

## Volume 2
La situazione tra Sara e il suo collega nonché compagno, Patrick Gleason degenera: dopo aver litigato con lui, Sara rifiuta di lavorare a un caso dove sembrano essere coinvolti dei soldati dell'Angelus e lascia la scena del crimine, vagando senza meta per la città. Danielle, invece, si reca dal Curatore, il misterioso uomo che le ha dato Witchblade, dopo che la forza dell'Angelus ha fatto irruzione nel suo appartamento: l'uomo le spiega che Witchblade si è divisa nella metà influenzata da Darkness, in mano a Sara, e in quella influenzata dall'Angelus, in mano a Danielle. Sara, ormai sprofondata nelle Tenebre, non può più essere la detentrice dell'Equilibrio e Danielle deve portarle via la sua metà di Witchblade.

## Volume 3
Sara viene avvicinata da uno stregone, Tau'ma che le spiega che la rabbia che prova è dovuto al fatto che Witchblade è divisa tra due detentrici e che deve reimpossessarsi della metà in mano a Danielle.
Danielle incontra Sara a casa di quest'ultima e le chiede di darle la metà oscura di Witchblade, per ripristinare l'Equilibrio. Sara l'aggredisce e, al termine di un breve scontro, sta per avere la meglio su di lei.

## Volume 4
Danielle viene salvata dall'esercito dell'Angelus e Sabine colpisce a morte Sara. Prima, però, che il luogotenente dell'Angelus riesca a finire Sara, interviene Gleason: a quel punto Sabine porta via Danielle, mentre Gleason salva Sara e cerca di convincerla a ritornare normale, ma questa fugge di nuovo, alla ricerca di Danielle.
Sabine intanto cerca di convincere Danielle ad accettare il sostegno dell'Angelus, ma la detentrice di Witchblade non si fida dei suoi nuovi alleati e parte sola alla ricerca di Sara.

## Volume 5
Le due detentrici di Witchblade si incontrano di nuovo nella Cattedrale delle Tenebre che Sara ha costruito sul Ponte di Brooklin. Nonostante ora Danielle sia decisa a combattere contro l'amica di un tempo, sta per essere di nuovo sopraffatta dai poteri di Sara, ormai una creatura di Darkness. Salvata di nuovo da Sabine e i suoi guerrieri, non riesce a impedire a Sara di avvicinarsi quanto basta per riassorbire la metà mancante di Witchblade. Di nuovo completa, Tau'ma esorta Sara a uccidere Danielle.
L'Angelus, intanto, si impossessa di Finch e corre a salvare Danielle, trapassata da Sara con Witchblade.

## Volume 6
L'Angelus interviene appena in tempo a salvare Danielle, facendo di lei la nuova ospite e afferma di aver aspettato che la ragazza perdesse Witchblade per fare di lei il primo ospite degno di essere più di un burattino. Danielle riesce a sconfiggere Sara e a purificare Witchblade dall'influenza di Darkness: Sara sconfigge Tau'ma, rimandandolo nel mondo delle tenebre dal quale era riemerso.
Sara si ricongiunge con Gleason e Hope, mentre Danielle si allontana con la schiera angelica.